# Pteromalus cardui
Pteromalus cardui är en stekelart som först beskrevs av Erdös 1953.  Pteromalus cardui ingår i släktet Pteromalus, och familjen puppglanssteklar. Arten är reproducerande i Sverige.